# Pacte de Varsòvia

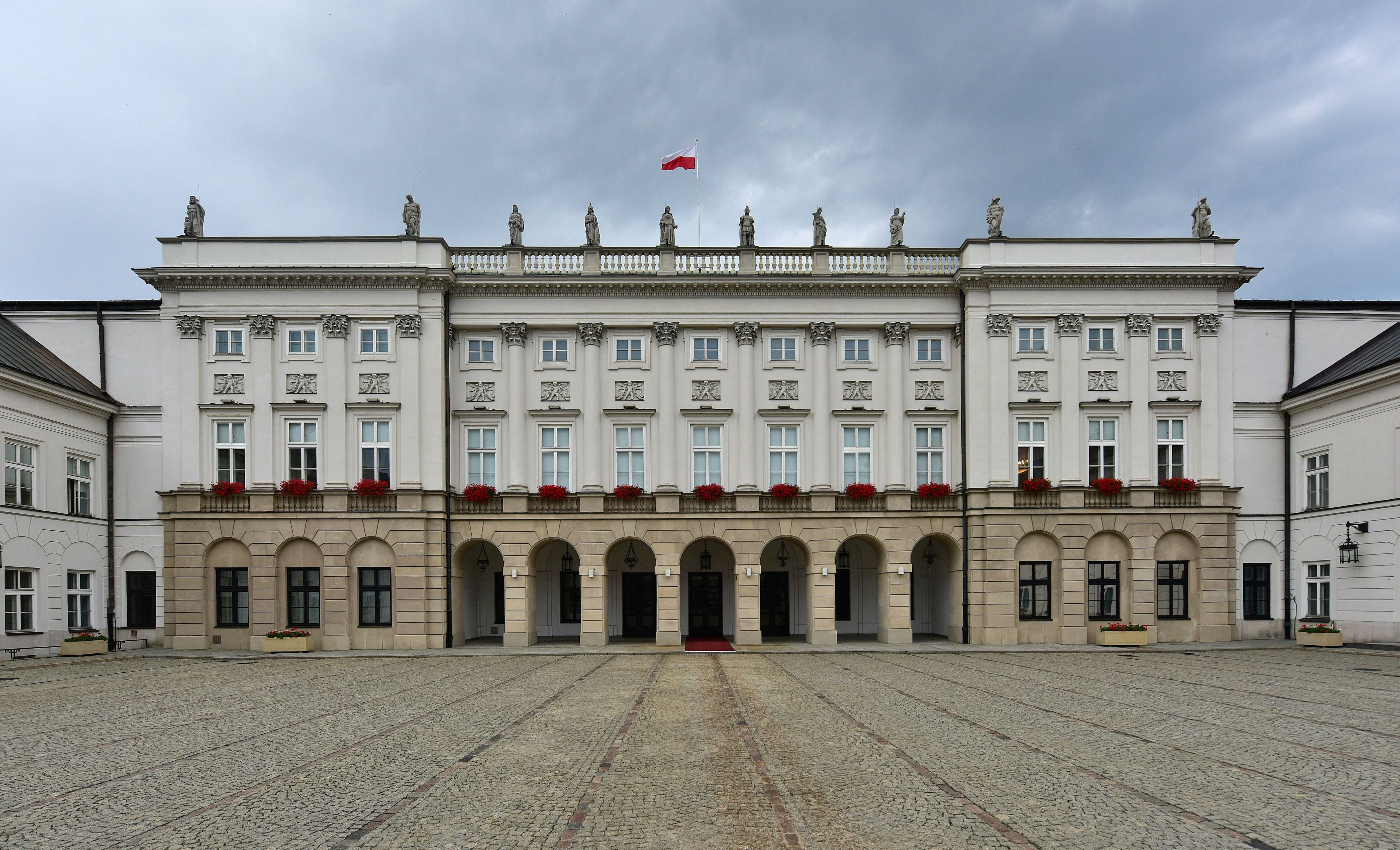
El Palau Presidencial de Varsòvia, Polònia, on es va establir i signar el Pacte de Varsòvia el 14 de maig de 1955.

El Pacte de Varsòvia, oficialment anomenat Tractat d'Amistat, Col·laboració i Assistència Mútua, fou un acord de cooperació militar, un tractat de defensa col·lectiva signat a Varsòvia, Polònia, entre la Unió Soviètica i set altres repúbliques socialistes del Bloc de l'Est de l'Europa Central i Oriental el 14 de maig de 1955, durant la Guerra Freda. El terme «Pacte de Varsòvia» fa referència habitualment tant al tractat en si com a la seva aliança militar resultant, l'Organització del Pacte de Varsòvia (OMC) (també coneguda com a «Organització del Tractat de Varsòvia» («OMC»)). El Pacte de Varsòvia era el complement militar del Consell d'Assistència Econòmica Mútua (COMECON), l'organització econòmica dels estats del Bloc de l'Est.
Dissenyat sota el lideratge de la Unió de Repúbliques Socialistes Soviètiques (URSS), el Pacte de Varsòvia es va establir com un equilibri de poder o contrapès a l'Organització del Tractat de l'Atlàntic Nord (OTAN, fundada el 1949), i especialment el rearmament de la República Federal Alemanya, a la que el tractat fundacional de la Comunitat Europea de Defensa permetia reorganitzar les seves forces armades. No hi va haver cap confrontació militar directa entre les dues organitzacions; en canvi, el conflicte es va lliurar sobre una base ideològica i mitjançant guerres per poders. Tant l'OTAN com el Pacte de Varsòvia van conduir a l'expansió de les forces militars i la seva integració en els respectius blocs. El compromís militar més gran del Pacte de Varsòvia va ser la invasió de Txecoslovàquia, el seu propi estat membre, per part del Pacte de Varsòvia, l'agost de 1968 (amb la participació de totes les nacions del pacte excepte Albània i Romania), que, en part, va provocar que Albània es retirés del pacte menys d'un mes després. El pacte va començar a desfer-se amb l'expansió de les Revolucions de 1989 pel Bloc de l'Est, començant amb el moviment Solidaritat a Polònia, el seu èxit electoral el juny de 1989 i el Pícnic paneuropeu de l'agost de 1989.
L'Alemanya Oriental es va retirar del pacte després de la reunificació alemanya el 1990. El 25 de febrer de 1991, en una reunió a Hongria, el pacte va deixar d'existir mitjançant una declaració conjunta dels ministres de defensa i afers exteriors dels sis estats membres restants. La mateixa URSS es va dissoldre el desembre de 1991, tot i que la majoria de les antigues repúbliques soviètiques van formar l'Organització del Tractat de Seguretat Col·lectiva poc després. En els següents 20 anys, els països del Pacte de Varsòvia fora de l'URSS es van unir a l'OTAN (Alemanya Oriental a través de la seva reunificació amb Alemanya Occidental; i la República Txeca i Eslovàquia com a països separats), igual que els estats bàltics.
La seu d'aquest organisme es trobava a Moscou, on fou format un Comitè Assessor Polític format per tots els països signants. La funció principal d'aquest Comitè era la discussió d'una aplicació eventual d'algun article del tractat en una situació interior o exterior que ho requerís. Tanmateix, les figures amb més influència eren soviètics. D'aquesta manera la URSS s'assegurà que aquest organisme militar complia els seus interessos en política exterior.

## Història

##### Origen i desenvolupament
Abans de la creació del Pacte de Varsòvia, els líders txecoslovacs, temorosos d'una Alemanya rearmada, van intentar crear un pacte de seguretat amb l'Alemanya Oriental i Polònia. Aquests estats van protestar enèrgicament contra la remilitarització de l'Alemanya Occidental. El Pacte de Varsòvia es va establir com a conseqüència del rearmament de l'Alemanya Occidental dins de l'Organització del Tractat de l'Atlàntic Nord (OTAN). Els líders soviètics, com molts líders europeus a banda i banda del Teló d'acer, temien que Alemanya tornés a ser una potència militar i una amenaça directa. Les conseqüències del militarisme alemany van romandre com un record fresc entre els soviètics i els europeus de l'est. Com que la Unió Soviètica ja tenia una presència armada i dominació política a tots els seus estats satèl·lit orientals el 1955, el pacte s'ha considerat durant molt de temps "superflu", i, a causa de la manera precipitada en què es va concebre, els funcionaris de l'OTAN el van qualificar de "castell de cartró".
L'URSS, per por a la restauració del militarisme alemany a l'Alemanya Occidental, havia suggerit el 1954 que s'unís a l'OTAN, però els EUA ho van rebutjar.

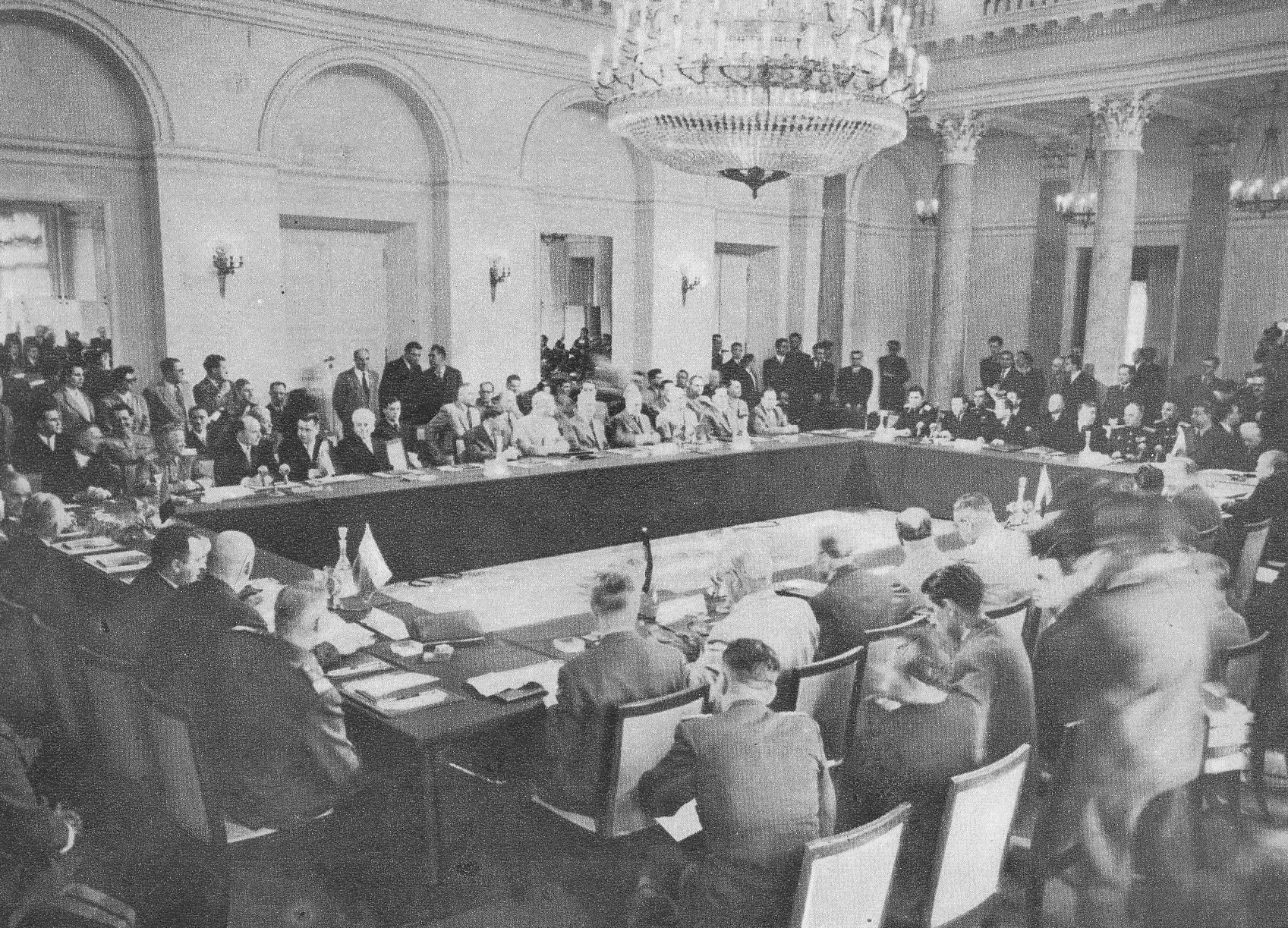
Conferència durant la qual es va establir i signar el Pacte.

El teló d'acer (línia negra) El punt negre representa Berlín Oest, un enclavament alineat amb Alemanya Occidental. Albània va retirar el seu suport al Pacte de Varsòvia el 1961 a causa de la divisió soviètico-albanesa i es va retirar formalment el 1968.

La petició soviètica d'unir-se a l'OTAN va sorgir arran de la Conferència de Berlín de gener-febrer de 1954. El ministre d'afers exteriors soviètic, Viatxeslav Mólotov, va fer propostes per a la reunificació alemanya i celebrar eleccions per a un govern pangermànic, amb condicions de retirada dels exèrcits de les quatre potències i neutralitat alemanya, però els altres ministres d'afers exteriors, Dulles (EUA), Eden (Regne Unit) i Bidault (França), van rebutjar totes les propostes. Les propostes per a la reunificació d'Alemanya no eren res de nou: anteriorment, el 20 de març de 1952, les converses sobre una reunificació alemanya, iniciades per l'anomenada "Nota Stalin", van acabar després que el Regne Unit, França i els Estats Units insistissin que una Alemanya unificada no havia de ser neutral i havia de ser lliure d'unir-se a la Comunitat Europea de Defensa (CED) i rearmar-se. James Dunn (EUA), que es va reunir a París amb Eden, Konrad Adenauer (Alemanya Occidental) i Robert Schuman (França), va afirmar que "l'objectiu havia de ser evitar la discussió amb els russos i pressionar la Comunitat Europea de Defensa". Segons John Gaddis, «hi havia poca inclinació a les capitals occidentals a explorar aquesta oferta» de l'URSS, mentre que l'historiador Rolf Steininger afirma que la convicció d'Adenauer que «la neutralització significa sovietització», referint-se a les polítiques de la Unió Soviètica envers Finlàndia conegudes com a finlandització, va ser el principal factor en el rebuig de les propostes soviètiques. Adenauer també temia que la unificació alemanya pogués haver provocat la fi del paper polític principal de la CDU al Bundestag de l'Alemanya Occidental.
En conseqüència, Molotov, tement que la CED es dirigís en el futur contra l'URSS i "buscant evitar la formació de grups d'estats europeus dirigits contra els altres estats europeus", va fer una proposta de Tractat Europeu General sobre Seguretat Col·lectiva a Europa "obert a tots els estats europeus sense tenir en compte els seus sistemes socials", que hauria inclòs l'Alemanya unificada (deixant així la CED obsoleta). Però Eden, Dulles i Bidault es van oposar a la proposta.
Un mes després, el Tractat Europeu proposat va ser rebutjat no només pels partidaris de la CED, sinó també pels opositors occidentals de la Comunitat Europea de Defensa (com el líder gaullista francès Gaston Palewski), que el van percebre com a "inacceptable en la seva forma actual perquè exclou els EUA de la participació en el sistema de seguretat col·lectiva a Europa". Els soviètics van decidir llavors fer una nova proposta als governs dels EUA, el Regne Unit i França per acceptar la participació dels EUA en l'Acord General Europeu proposat. Com que un altre argument esgrimit contra la proposta soviètica va ser que les potències occidentals la percebien com a "dirigida contra el Pacte de l'Atlàntic Nord i la seva liquidació", els soviètics van decidir declarar la seva "disposició a examinar conjuntament amb altres parts interessades la qüestió de la participació de l'URSS al bloc de l'Atlàntic Nord", especificant que "l'admissió dels EUA a l'Acord General Europeu no hauria d'estar condicionada al fet que les tres potències occidentals acceptessin que l'URSS s'unís al Pacte de l'Atlàntic Nord". De nou, totes les propostes soviètiques, inclosa la sol·licitud d'unir-se a l'OTAN, van ser rebutjades pels governs del Regne Unit, els Estats Units i França poc després. Emblemàtica va ser la postura del general britànic Hastings Ismay, un fervent partidari de l'ampliació de l'OTAN. Es va oposar a la sol·licitud d'unió a l'OTAN feta per l'URSS el 1954 dient que "la sol·licitud soviètica d'unir-se a l'OTAN és com un lladre impenitent que sol·licita unir-se a la policia".

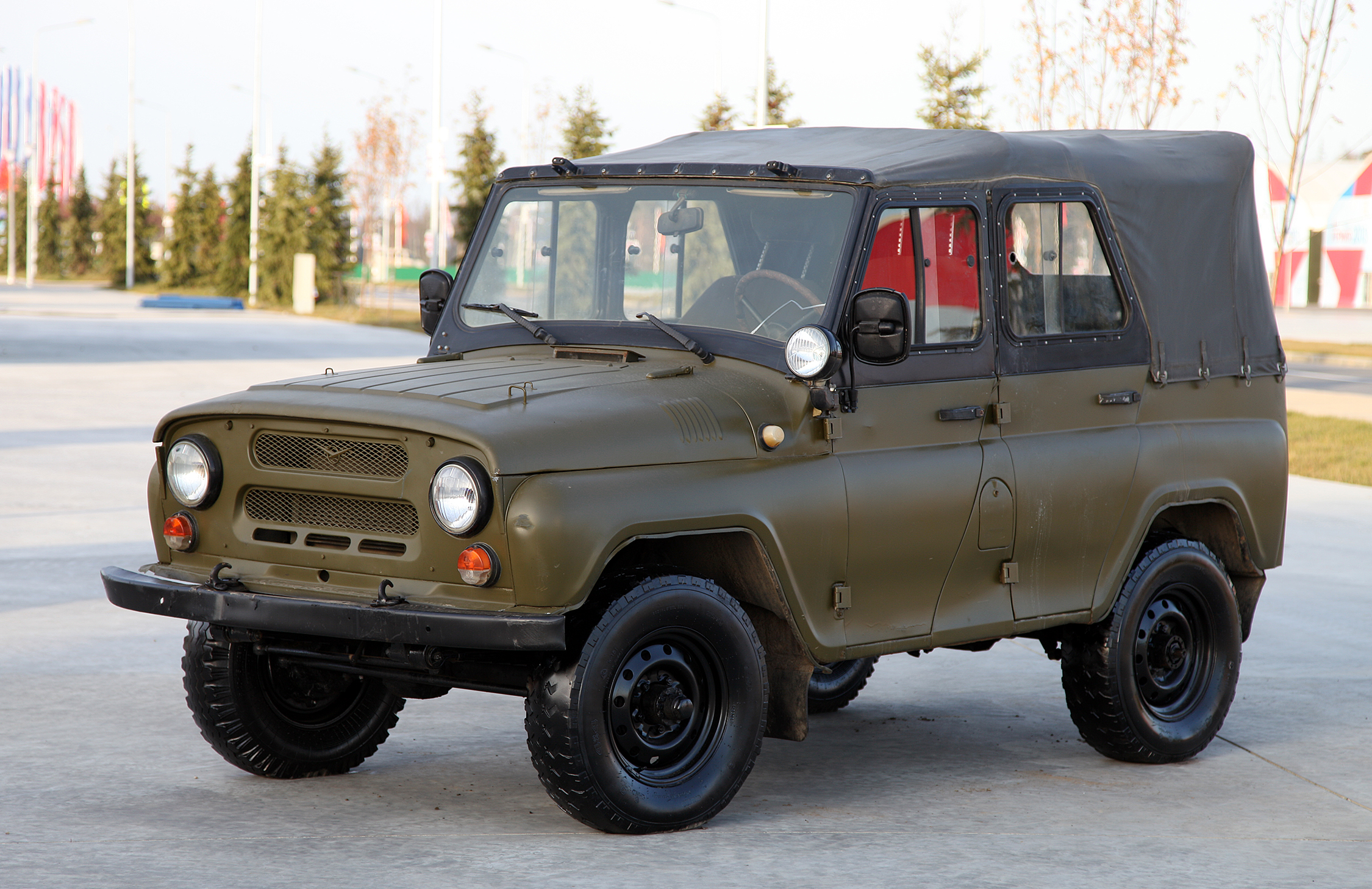
Un típic jeep militar soviètic UAZ-469, utilitzat per la majoria dels països del Pacte de Varsòvia.

L'abril de 1954, Adenauer va fer la seva primera visita als Estats Units, on es va reunir amb Richard Nixon, Dwight David Eisenhower i John Foster Dulles. La ratificació de la CED es va retardar, però els representants dels EUA van deixar clar a Adenauer que la CED hauria de formar part de l'OTAN.
Els records de l'ocupació nazi encara eren forts, i França també temia el rearmament d'Alemanya. El 30 d'agost de 1954, el Parlament francès va rebutjar la CED, assegurant així el seu fracàs i bloquejant un objectiu important de la política dels EUA envers Europa: associar militarment l'Alemanya Occidental amb Occident. El Departament d'Estat dels EUA va començar a elaborar alternatives: Alemanya Occidental seria convidada a unir-se a l'OTAN o, en el cas de l'obstruccionisme francès, s'implementarien estratègies per eludir un veto francès per tal d'obtenir el rearmament alemany fora de l'OTAN.
El 23 d'octubre de 1954 a les Conferències de Londres i París es va decidir finalment l'admissió de la República Federal d'Alemanya al Pacte de l'Atlàntic Nord. La incorporació de l'Alemanya Occidental a l'organització el 9 de maig de 1955 va ser descrita com "un punt d'inflexió decisiu en la història del nostre continent" per Halvard Lange, ministre d'Afers Exteriors de Noruega en aquell moment. El novembre de 1954, l'URSS va sol·licitar un nou Tractat de Seguretat Europea, per tal de fer un intent final per evitar que una Alemanya Occidental remilitaritzada s'oposés potencialment a la Unió Soviètica, sense èxit.

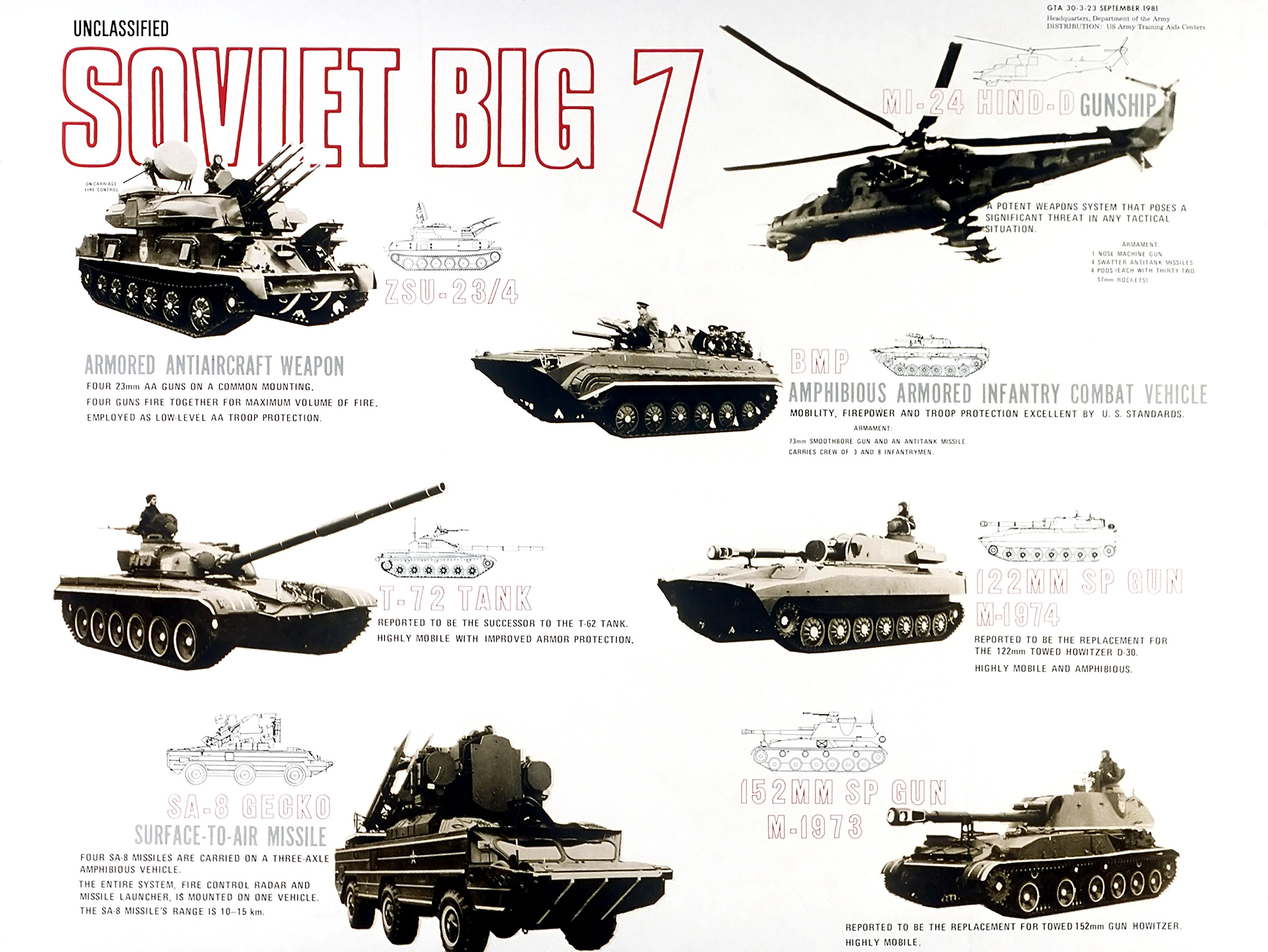
Un cartell d'amenaces "Soviet Big Seven" de 1981, que mostra l'equipament dels exèrcits del Pacte de Varsòvia

El 14 de maig de 1955, l'URSS i set altres països de l'Europa de l'Est, "reafirmant el seu desig d'establir un sistema de seguretat col·lectiva europea basat en la participació de tots els estats europeus independentment dels seus sistemes socials i polítics" van establir el Pacte de Varsòvia en resposta a la integració de la República Federal d'Alemanya a l'OTAN, declarant que: "una Alemanya Occidental remilitaritzada i la integració d'aquesta última al bloc nord-atlàntic […] augmenten el perill d'una altra guerra i constitueixen una amenaça per a la seguretat nacional dels estats pacífics; […] en aquestes circumstàncies, els estats europeus pacífics han de prendre les mesures necessàries per salvaguardar la seva seguretat".
Un dels membres fundadors, la República Democràtica Alemanya (RDA), va rebre permís de rearmament de la Unió Soviètica i l'Exèrcit Nacional Popular es va establir com a forces armades del país per contrarestar el rearmament de l'Alemanya Occidental.
L'URSS es va concentrar en la seva pròpia recuperació, confiscant i transferint la majoria de les plantes industrials alemanyes, i va exigir reparacions de guerra a l'Alemanya Oriental, Hongria, Romania i Bulgària mitjançant empreses conjuntes dominades pels soviètics. També va instituir acords comercials dissenyats deliberadament per afavorir el país. Moscou controlava els partits comunistes que governaven els estats satèl·lit, i aquests seguien les ordres del Kremlin. L'historiador Mark Kramer conclou: "La sortida neta de recursos de l'Europa de l'Est a la Unió Soviètica va ser d'aproximadament entre 15.000 i 20.000 milions de dòlars durant la primera dècada posterior a la Segona Guerra Mundial, una quantitat aproximadament igual a l'ajuda total proporcionada pels Estats Units a l'Europa occidental en el marc del Pla Marshall ".
El novembre de 1956, les forces soviètiques van envair Hongria, un estat membre del Pacte de Varsòvia, i van reprimir violentament la Revolució Hongaresa. Després d'això, l'URSS va fer tractats bilaterals de 20 anys amb Polònia (17 de desembre de 1956), la República Democràtica Alemanya (RDA) (12 de març de 1957), Romania (15 d'abril de 1957; les forces soviètiques van ser retirades posteriorment com a part de la desatel·lització de Romania), i Hongria (27 de maig de 1957), garantint que les tropes soviètiques estiguessin desplegades en aquests països.
El Pacte de Varsòvia es va establir com un equilibri de poder i contrapart davant l'OTAN. No hi va haver enfrontament militar directe entre les dues organitzacions; tot i que el conflicte es va lliurar sobre una base ideològica i mitjançant la guerra per delegació. Tant l'OTAN com el Pacte de Varsòvia van portar a l'expansió de les forces militars i la seva integració als blocs respectius. El seu compromís militar més gran va ser la Invasió de Txecoslovàquia pel Pacte de Varsòvia l'agost de 1968 (amb la participació de totes les nacions del Pacte excepte Albània i Romania), cosa que, en part, va provocar que Albània es retirés del pacte menys d'un mes després. El pacte va començar a desfer-se íntegrament amb la difusió de les revolucions de 1989 a través del bloc de l'Est, començant per la revolució hongaresa de 1956, el moviment Solidarność liderat per Lech Wałęsa a Polònia, el seu èxit electoral el juny de 1989 i el pícnic paneuropeu a l'agost de 1989, i va entrar ja en franc enfonsament amb la Caiguda del mur de Berlín.
A la fi de la dècada dels 80 es van donar contactes bilaterals entre OTAN i Pacte de Varsòvia per dur a terme un desarmament progressiu. Aquesta pacificació va ser possible gràcies a les decisions polítiques de Mikhaïl Gorbatxov, que reduí la presència de tropes soviètiques en els països de l'Europa de l'Est.
La República Democràtica Alemanya es va retirar del Pacte després de la reunificació alemanya el 1990. El 25 de febrer de 1991, en una reunió a Hongria, els ministres de Defensa i Relacions Exteriors dels sis Estats membres restants van declarar la fi del Pacte, que es va oficialitzar l'1 de juliol de 1991.

## Estats membres

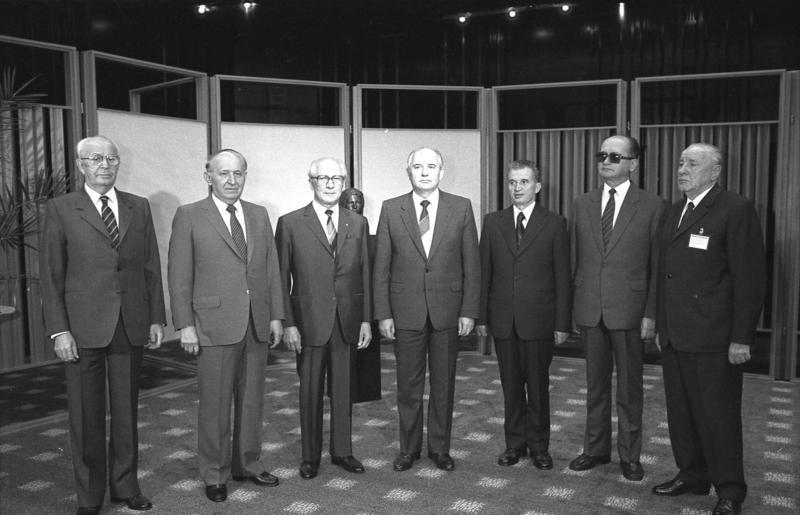
Reunió dels set representants dels països del Pacte de Varsòvia a Berlín Oriental el maig de 1987. D'esquerra a dreta: Gustav Husák (Txecoslovàquia), Tòdor Jívkov (Bulgària), Erich Honecker (Alemanya de l'Est), Mikhaïl Gorbatxov (Unió Soviètica), Nicolae Ceaușescu (Romania), Wojciech Jaruzelski (Polònia) i János Kádár (Hongria)

L'aplicació del Pacte de Varsòvia afectava a tots els Estats socialistes d'Europa de l'Est, a excepció de Iugoslàvia. Els signants fundadors del Pacte eren els següents governs comunistes:
- República Popular d'Albània (va retirar el seu suport el 1961 a causa de la divisió albanesa-soviètica, però es va retirar formalment el 13 de setembre de 1968)
- República Popular de Bulgària.[54]
- República Socialista Txecoslovaca.[54]
- (República Democràtica Alemanya; es va retirar oficialment el 24 de setembre de 1990 com a preparació per a la reunificació alemanya, amb el consentiment soviètic i una cerimònia "extraordinària però gairebé imperceptible", deixant d'existir completament a la mitjanit del 3 d'octubre)[55][56][57]
- República Popular d'Hongria (es va retirar temporalment de l'1 al 4 de novembre de 1956 durant la Revolució Hongaresa)[54]
- Polònia República Popular de Polònia.[54]
- Romania República Socialista de Romania (l'únic membre permanent independent no soviètic del Pacte de Varsòvia, després d'haver-se alliberat del seu estatus de satèl·lit soviètic a principis dels anys seixanta)
- La Unió Soviètica.[54]

## Observadors
Mongòlia El juliol de 1963, la República Popular de Mongòlia va sol·licitar unir-se al Pacte de Varsòvia en virtut de l'article 9 del tractat. A causa de la divisió sinosoviètica emergent, Mongòlia va romandre en estatus d'observador. En el que va ser el primer cas d'una iniciativa soviètica bloquejada per un membre no soviètic del Pacte de Varsòvia, Romania va bloquejar l'adhesió de Mongòlia al Pacte de Varsòvia. El govern soviètic va acceptar estacionar tropes a Mongòlia el 1966.
Al principi, la Xina, Corea del Nord i Vietnam del Nord tenien l'estatus d'observador, però la Xina es va retirar el 1961 com a conseqüència de la divisió albanesa-soviètica, en què la Xina va donar suport a Albània contra l'URSS com a part de la divisió sinosoviètica més àmplia de principis dels anys seixanta.

### Durant la Guerra Freda

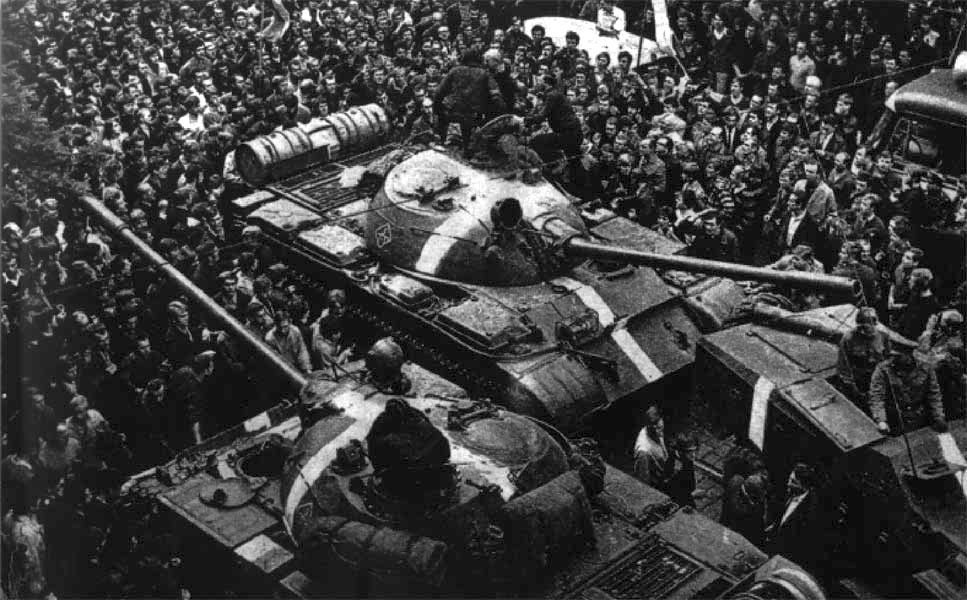
Tancs soviètics, marcats amb creus blanques per distingir-los dels tancs txecoslovacs, als carrers de Praga durant la invasió de Txecoslovàquia pel Pacte de Varsòvia, 1968

Durant 36 anys, l'OTAN i el Pacte de Varsòvia mai van fer la guerra directament entre ells a Europa; els Estats Units i la Unió Soviètica i els seus respectius aliats van implementar polítiques estratègiques destinades a la contenció mútua a Europa, mentre treballaven i lluitaven per la influència dins de la Guerra Freda a l'escenari internacional. Aquests van incloure la Guerra de Corea, la Guerra del Vietnam, la Invasió de Bahía de Cochinos, la Guerra Bruta, la Guerra cambodjana-vietnamita i altres.

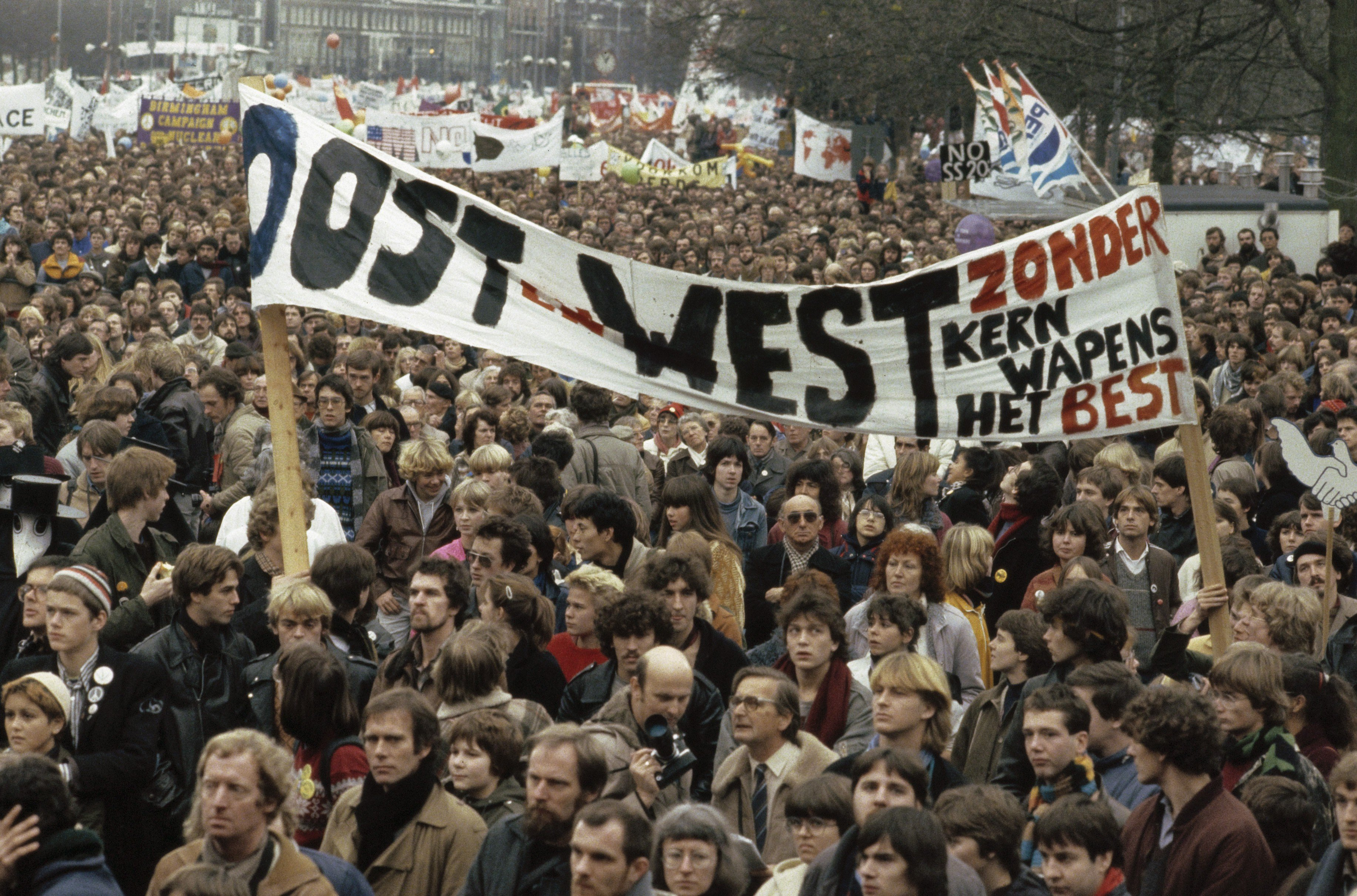
Protesta a Amsterdam contra la cursa d'armament nuclear entre l'OTAN i el Pacte de Varsòvia, 1981

El 1956, després de la declaració del govern d'Imre Nagy sobre la retirada d'Hongria del Pacte de Varsòvia, les tropes soviètiques van entrar al país i van destituir el govern. Les forces soviètiques van aixafar la revolta nacional, cosa que va provocar la mort d'uns 2.500 ciutadans hongaresos.
L'única acció conjunta de les forces armades comunistes multinacionals va ser la invasió de Txecoslovàquia pel Pacte de Varsòvia, un altre estat membre del Pacte de Varsòvia, a l'agost de 1968. Tots els països membres, amb l'excepció de la República Socialista de Romania i la República Popular d'Albània, van participar en la invasió. La República Democràtica Alemanya només va proporcionar un suport mínim. (Albània es va retirar del pacte un mes després d'aquesta intervenció.)
L'abril de 1985, els líders dels membres del Pacte de Varsòvia es van reunir a Varsòvia, on van renovar l'aliança per trenta anys.

### Fi de la Guerra Freda

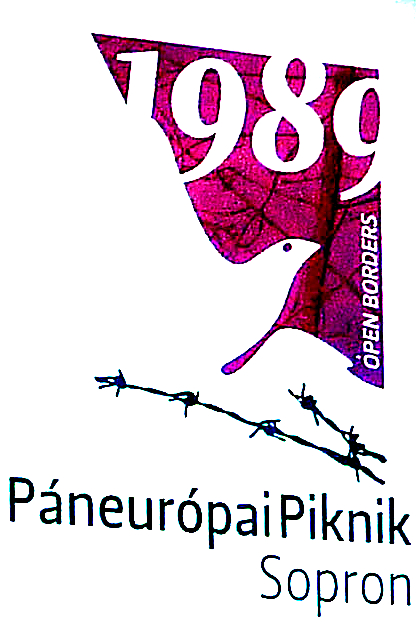
El pícnic paneuropeu va tenir lloc a la frontera entre Hongria i Àustria el 1989.

El 1989, el descontentament popular, civil i polític, va enderrocar els governs comunistes dels països del Tractat de Varsòvia. El principi de la fi del Pacte de Varsòvia, independentment del poder militar, va ser el Pícnic Paneuropeu de l'agost de 1989. L'esdeveniment, que es remunta a una idea d'Otto von Habsburg, va provocar l'èxode massiu de ciutadans de la RDA i la població informada pels mitjans de comunicació de l'Europa de l'Est va sentir la pèrdua de poder dels seus governants i el Teló d'Acer es va trencar completament. Tot i que el nou govern de Solidaritat de Polònia sota Lech Wałęsa va assegurar inicialment als soviètics que romandria al Pacte, això va trencar els claustres de l'Europa de l'Est, que ja no podia ser mantinguda unida militarment pel Pacte de Varsòvia. De 1989 a 1991, els governs comunistes van ser enderrocats a Albània, Polònia, Hongria, Txecoslovàquia, Alemanya Oriental, Romania, Bulgària, Iugoslàvia i la Unió Soviètica.
Mentre es desenvolupaven els darrers actes de la Guerra Freda, diversos estats del Pacte de Varsòvia (Polònia, Txecoslovàquia i Hongria) van participar en l'esforç de la coalició liderada pels Estats Units per alliberar Kuwait a la Guerra del Golf.
El 25 de febrer de 1991, el Pacte de Varsòvia va ser declarat dissolt en una reunió de ministres de defensa i afers exteriors dels països restants del Pacte celebrada a Hongria. L'1 de juliol de 1991, a Praga, el president txecoslovac Václav Havel va posar fi formalment a l'Organització d'Amistat, Cooperació i Assistència Mútua del Tractat de Varsòvia de 1955 i, per tant, va anul·lar el Tractat de Varsòvia després de 36 anys d'aliança militar amb l'URSS.  L'URSS es va dissoldre el desembre de 1991.

## Estructura
L'organització del Tractat de Varsòvia era doble: el Comitè Consultiu Polític s'encarregava dels assumptes polítics, i el Comandament Combinat de les Forces Armades del Pacte controlava les forces multinacionals assignades, amb seu a Varsòvia, Polònia.
Tot i que aparentment era una aliança de seguretat col·lectiva similar, el Pacte de Varsòvia diferia substancialment de l'OTAN. De jure, els vuit països membres del Pacte de Varsòvia es van comprometre a la defensa mútua de qualsevol membre que fos atacat; les relacions entre els signataris del tractat es basaven en el principi de no-intervenció mútua en els afers interns dels països membres, el respecte a la sobirania nacional i la independència política.
No obstant això, de facto, el Pacte va ser un reflex directe de l'autoritarisme i el domini indiscutible de l'URSS sobre el Bloc de l'Est, en el context de l'anomenat Imperi Soviètic, que no era comparable al dels Estats Units sobre el Bloc Occidental. Tots els comandants del Pacte de Varsòvia havien de ser, i han estat, oficials superiors de la Unió de Repúbliques Socialistes Soviètiques alhora i nomenats per un mandat no especificat: el Comandant Suprem de les Forces Armades Unificades de l'Organització del Tractat de Varsòvia, que comandava i controlava totes les forces militars dels països membres, també era Primer Viceministre de Defensa de l'URSS, i el Cap de l'Estat Major Combinat de les Forces Armades Unificades de l'Organització del Tractat de Varsòvia també era Primer Vicecap de l'Estat Major General de les Forces Armades Soviètiques. Al contrari, el secretari general de l'OTAN i el president del Comitè Militar de l'OTAN són càrrecs amb un mandat fix ocupats de manera rotatòria aleatòria per funcionaris de tots els països membres per consens.
Malgrat l'hegemonia americana (principalment militar i econòmica) sobre l'OTAN, totes les decisions de l'Aliança de l'Atlàntic Nord requerien un consens unànime al Consell de l'Atlàntic Nord i l'entrada de països a l'aliança no estava subjecta a la dominació sinó a un procés democràtic natural. En el Pacte de Varsòvia, les decisions les prenia en última instància sola la Unió Soviètica; els països del Pacte de Varsòvia no podien negociar la seva entrada al Pacte ni les decisions preses.
Tot i que nominalment era una aliança "defensiva", la funció principal del Pacte era salvaguardar l'hegemonia de la Unió Soviètica sobre els seus satèl·lits de l'Europa de l'Est, i les úniques accions militars directes del Pacte van ser les invasions dels seus propis estats membres per evitar que se'n segrestessin.

## Romania i Albània

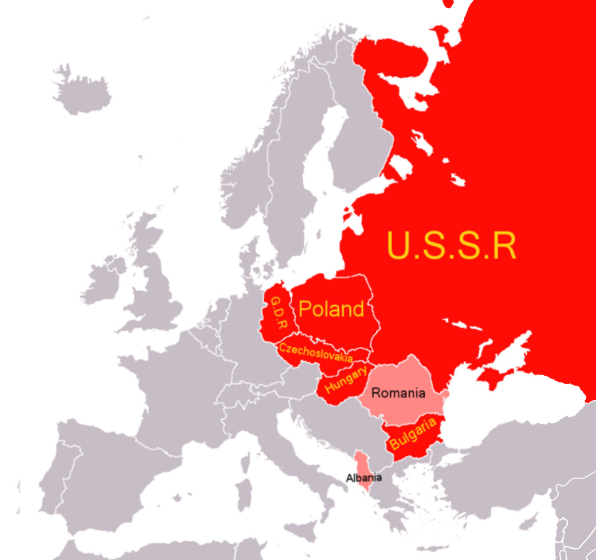
El Pacte de Varsòvia abans de la invasió de Txecoslovàquia el 1968, amb la Unió Soviètica i els seus satèl·lits (vermell) i els dos membres independents no soviètics: Romania i Albània (rosa)

Romania i (fins al 1968) Albània van ser excepcions. Juntament amb Iugoslàvia, que va trencar amb la Unió Soviètica en 1948, abans de la creació del Pacte de Varsòvia, aquests tres països van rebutjar completament la doctrina soviètica formulada per al Pacte. Albània va abandonar oficialment l'organització el 1968, en protesta per la invasió de Txecoslovàquia. Romania tenia les seves pròpies raons per romandre com a membre formal del Pacte de Varsòvia, com ara l'interès de Nicolae Ceaușescu de preservar l'amenaça d'una invasió del Pacte per poder vendre's com a nacionalista, així com l'accés privilegiat als seus homòlegs de l'OTAN i un escó en diversos fòrums europeus que d'altra manera no hauria tingut (per exemple, Romania i la resta del Pacte de Varsòvia, liderada pels soviètics, van formar dos grups diferents en l'elaboració de l'acta Final de la Conferència de Hèlsinki). Quan Andrei Gretxkó va assumir el comandament del Pacte de Varsòvia, tant Romania com Albània havien desertat del Pacte a tots els efectes pràctics. A principis dels anys seixanta, Grechko va iniciar programes destinats a evitar que les heretgies doctrinals romaneses s'estenguessin a altres membres del Pacte. La doctrina de defensa territorial de Romania amenaçava la unitat i la cohesió del Pacte. Cap altre país va aconseguir escapar del Pacte de Varsòvia com ho van fer Romania i Albània. Per exemple, els pilars de les forces de tancs de Romania eren models desenvolupats localment. Les tropes soviètiques van ser desplegades a Romania per última vegada el 1963, com a part d'un exercici del Pacte de Varsòvia. Després de 1964, a l'exèrcit soviètic se li va prohibir tornar a Romania, ja que el país es negava a participar en els exercicis conjunts del Pacte.

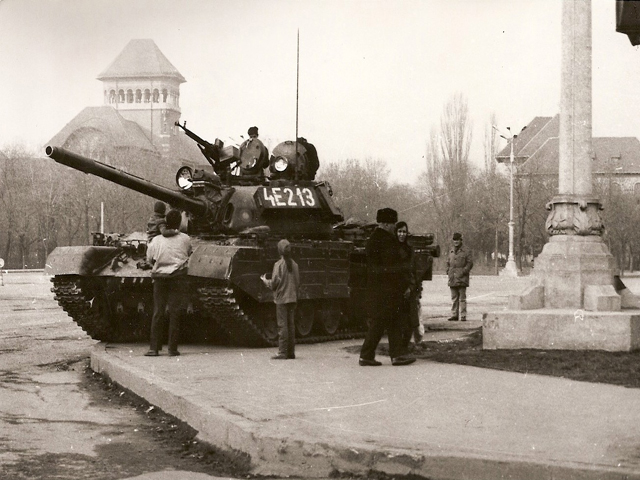
Un tanc TR-85 romanès el desembre de 1989 (els tancs TR-85 i TR-580 de Romania van ser els únics tancs no soviètics del Pacte de Varsòvia sobre els quals es van imposar restriccions en virtut del Tractat CFE de 1990)

Fins i tot abans de l'arribada de Nicolae Ceaușescu, Romania era de fet un país independent, a diferència de la resta del Pacte de Varsòvia. Fins a cert punt, era fins i tot més independent que Cuba (un estat comunista alineat amb la Unió Soviètica que no era membre del Pacte de Varsòvia). El règim romanès era en gran part impermeable a la influència política soviètica, i Ceaușescu va ser l'únic oponent declarat de la glàsnost i la Perestroika. A causa de la relació polèmica entre Bucarest i Moscou, Occident no va responsabilitzar la Unió Soviètica de les polítiques seguides per Bucarest. Aquest no va ser el cas dels altres països de la regió, com ara Txecoslovàquia i Polònia. A principis de 1990, el ministre d'Afers Exteriors soviètic, Eduard Xevardnadze, va confirmar implícitament la manca d'influència soviètica sobre la Romania de Ceaușescu. Quan li van preguntar si tenia sentit que visités Romania menys de dues setmanes després de la revolució, Xevardnadze va insistir que només anant en persona a Romania podria esbrinar com "restaurar la influència soviètica". Romania va sol·licitar i obtenir la retirada completa de l'exèrcit soviètic del seu territori el 1958. La campanya romanesa per la independència va culminar el 22 d'abril de 1964 quan el Partit Comunista Romanès va emetre una declaració proclamant que: "Tot partit marxista-leninista té el dret sobirà... d'elaborar, triar o canviar les formes i els mètodes de construcció socialista" i "No existeix cap partit "matre" ni cap partit "descendent", cap partit "superior" ni "subordinat", sinó només la gran família de partits comunistes i obrers amb els mateixos drets" i també "no hi ha ni hi pot haver patrons ni receptes úniques". Això va equivaler a una declaració d'independència política i ideològica de Moscou.

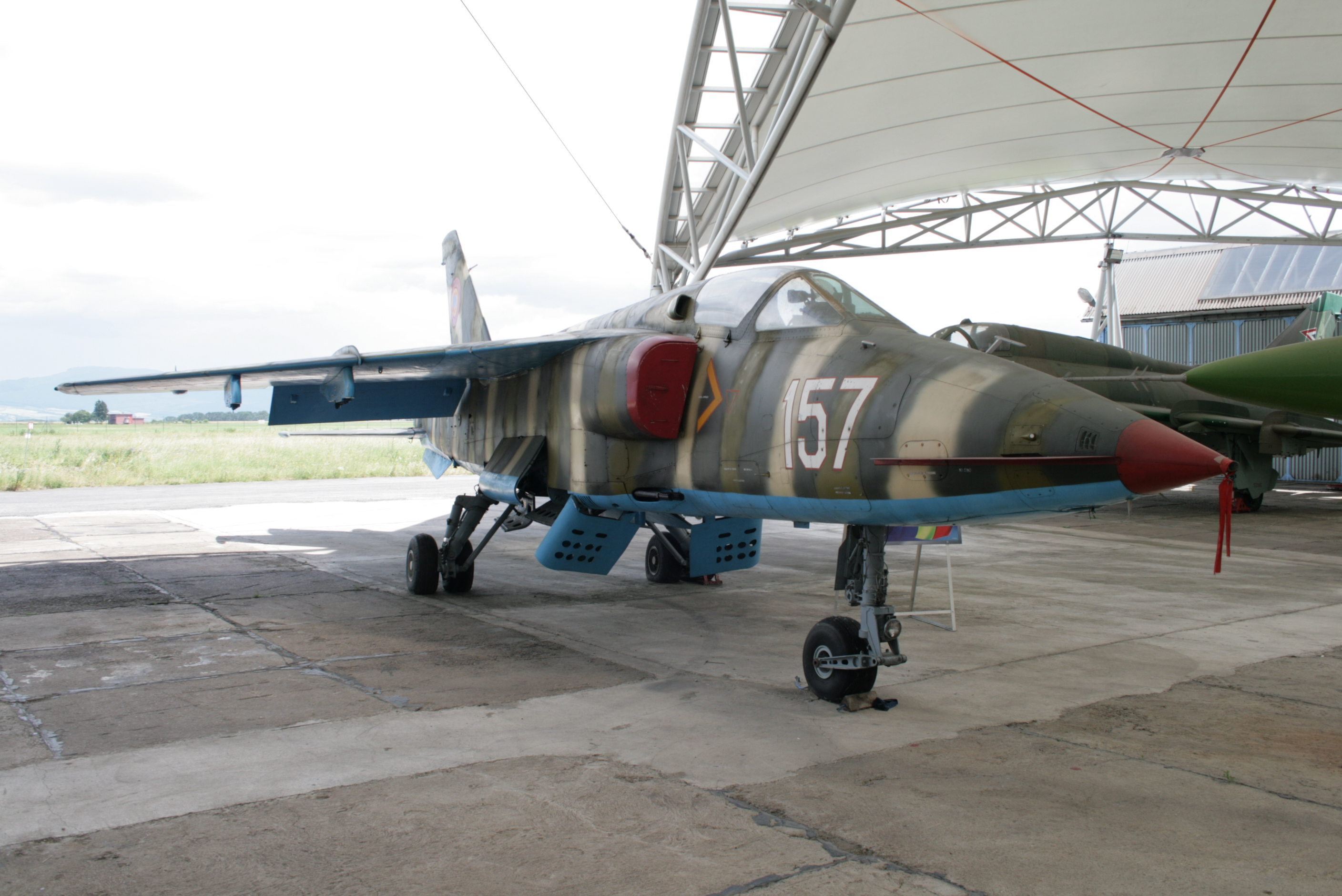
L' IAR-93 Vultur romanès no va ser l'únic avió de combat dissenyat i construït per un membre no soviètic del Pacte de Varsòvia. Vegeu també el reacció txecoslovac Aero L-39 Albatros.

Després de la retirada d'Albània del Pacte de Varsòvia, Romania va seguir sent l'únic membre del Pacte amb una doctrina militar independent que negava a la Unió Soviètica l'ús de les seves forces armades i evitava la dependència absoluta de les fonts soviètiques d'equipament militar. Romania va ser l'únic membre no soviètic del Pacte de Varsòvia que no estava obligat a defensar militarment la Unió Soviètica en cas d'un atac armat. Bulgària i Romania van ser els únics membres del Pacte de Varsòvia que no tenien tropes soviètiques estacionades al seu territori. El desembre de 1964, Romania es va convertir en l'únic membre del Pacte de Varsòvia (excepte Albània, que abandonaria el Pacte completament en 4 anys) del qual es van retirar tots els assessors soviètics, inclosos els dels serveis d'intel·ligència i seguretat. Romania no només no va participar en operacions conjuntes amb el KGB, sinó que també va establir "departaments especialitzats en contraespionatge anti-KGB".
Romania va ser neutral en la ruptura sinosoviètica. La seva neutralitat en la disputa sinosoviètica, juntament amb ser el petit país comunista amb més influència en els afers globals, va permetre que Romania fos reconeguda pel món com la "tercera força" del món comunista. La independència de Romania, aconseguida a principis dels anys seixanta mitjançant l'alliberament del seu estatus de satèl·lit soviètic, va ser tolerada per Moscou perquè Romania no limitava amb el Teló d'acer —estava envoltada d'estats socialistes— i perquè el seu partit governant no tenia intenció d'abandonar el comunisme.
Tot i que certs historiadors com Robert R. King i Dennis Deletant argumenten en contra de l'ús del terme "independent" per descriure les relacions de Romania amb la Unió Soviètica, afavorint en canvi "autonomia" a causa de la pertinença continuada del país tant al Comecon com al Pacte de Varsòvia, juntament amb el seu compromís amb el socialisme, aquest enfocament no explica per què el juliol de 1963 Romania va bloquejar l'adhesió de Mongòlia al Pacte de Varsòvia, per què el novembre de 1963 Romania va votar a favor d'una resolució de l'ONU per establir una zona lliure d'armes nuclears a l'Amèrica Llatina quan els altres països alineats amb la Unió Soviètica es van abstenir, o per què el 1964 Romania es va oposar a la "forta resposta col·lectiva" proposada pels soviètics contra la Xina (i aquests són exemples únicament del període 1963-1964). La desinformació soviètica va intentar convèncer Occident que l'apoderament de Ceaușescu era una dissimulació en connivència amb Moscou. Fins a cert punt això va funcionar, ja que alguns historiadors van arribar a veure la mà de Moscou darrere de cada iniciativa romanesa. Per exemple, quan Romania es va convertir en l'únic país de l'Europa de l'Est que mantenia relacions diplomàtiques amb Israel, alguns historiadors han especulat que això va ser per caprici de Moscou. Tanmateix, aquesta teoria falla després d'una inspecció més detallada. Fins i tot durant la Guerra Freda, alguns pensaven que les accions romaneses es van dur a terme a instàncies dels soviètics, però la ira soviètica per aquestes accions era "persuasivament genuïna". En realitat, els soviètics no anaven més enllà d'alinear-se públicament amb Occident contra els romanesos en alguns moments.

## Estratègia
L'estratègia darrere de la formació del Pacte de Varsòvia va ser impulsada pel desig de la Unió Soviètica d'evitar que l'Europa central i Oriental fos utilitzada com a base pels seus enemics. La seva política també estava impulsada per raons ideològiques i geoestratègiques. Ideològicament, la Unió Soviètica es va arrogar el dret de definir el socialisme i el comunisme i actuar com a líder del moviment socialista mundial. Un corol·lari d'això era la necessitat d'una intervenció militar si un país semblava estar "violant" les idees socialistes bàsiques, és a dir, trencant amb l'esfera d'influència soviètica, explícitament enunciada a la Doctrina Bréjnev.

### Exercicis militars destacats
- " Szczecin " (Polònia, 1962)
- "Vltava" (Txecoslovàquia, 1966)
- Operació "Rhodope" (Bulgària, 1967)
- "Oder-Neisse" (Alemanya Oriental, 1969)
- Escut 72 (Txecolòsvia, 1972)
- Escut 82 (Bulgària, 1982)[109]
- Przyjaźń 84 (Polònia, 1984)
- Escut 84 (Txecolòsvia, 1984)[110]

## OTAN i Pacte de Varsòvia: comparació de les dues forces

### Forces de l'OTAN i del Pacte de Varsòvia a Europa
|                                                                      | Estimacions de l'OTAN | Estimacions de l'OTAN | Estimacions del Pacte de Varsòvia | Estimacions del Pacte de Varsòvia |
| Tipus                                                                | OTAN                  | Pacte de Varsòvia     | OTAN                              | Pacte de Varsòvia                 |
| -------------------------------------------------------------------- | --------------------- | --------------------- | --------------------------------- | --------------------------------- |
| Personal                                                             | 2,213,593             | 3,090,000             | 3,660,200                         | 3,573,100                         |
| Avions de combat                                                     | 3,977                 | 8,250                 | 7,130                             | 7,876                             |
| Avions d'atac total                                                  | NA                    | NA                    | 4,075                             | 2,783                             |
| Helicòpters                                                          | 2,419                 | 3,700                 | 5,720                             | 2,785                             |
| Llançadors de míssils tàctics                                        | NA                    | NA                    | 136                               | 1,608                             |
| Tancs                                                                | 16,424                | 51,500                | 30,690                            | 59,470                            |
| Armes antitancs                                                      | 18,240                | 44,200                | 18,070                            | 11,465                            |
| Vehicles de combat d'infanteria blindats                             | 4,153                 | 22,400                | 46,900                            | 70,330                            |
| Artilleria                                                           | 14,458                | 43,400                | 57,060                            | 71,560                            |
| Altres vehicles blindats                                             | 35,351                | 71,000                |                                   |                                   |
| Pont llançat amb vehicle blindat                                     | 454                   | 2,550                 |                                   |                                   |
| Sistemes de defensa aèria                                            | 10,309                | 24,400                |                                   |                                   |
| Submarins                                                            |                       |                       | 200                               | 228                               |
| Submarins (d'energia nuclear)                                        |                       |                       | 76                                | 80                                |
| Grans vaixells de superfície                                         |                       |                       | 499                               | 102                               |
| Vaixells que transporten avions                                      |                       |                       | 15                                | 2                                 |
| Vaixells que transporten avions i estan armats amb míssils de creuer |                       |                       | 274                               | 23                                |
| Vaixells de guerra amfíbia                                           |                       |                       | 84                                | 24                                |

## Pacte posterior a Varsòvia

Expansió de l'Organització del Tractat de l'Atlàntic Nord (OTAN) abans i després del col·lapse del comunisme a tota l'Europa Central i Oriental

El 12 de març de 1999, la República Txeca, Hongria i Polònia es van unir a l'Organització del Tractat de l'Atlàntic Nord (OTAN); Bulgària, Estònia, Letònia, Lituània, Romania, Eslovènia i Eslovàquia es van unir el març de 2004; Croàcia i Albània es van unir l'1 d'abril de 2009.
Rússia, la successora de l'URSS, i alguns altres estats postsoviètics es van unir a l'Organització del Tractat de Seguretat Col·lectiva (OTSC) el 1992 i als Cinc de Xangai el 1996, que van passar a anomenar-se Organització de Cooperació de Shanghai (OCS) després de l'incorporació de l'Uzbekistan el 2001.
El novembre de 2005, el govern polonès va obrir els seus arxius del Tractat de Varsòvia a l'Institut de la Memòria Nacional, que va publicar uns 1.300 documents desclassificats el gener de 2006, tot i que el govern polonès es va reservar la publicació de 100 documents, a l'espera de la seva desclassificació militar. Finalment, es van publicar 30 dels 100 documents reservats; 70 van romandre secrets i no publicats. Entre els documents publicats hi havia el pla de guerra nuclear del Tractat de Varsòvia, Set Dies al Riu Rin: una invasió i captura curta i ràpida d'Àustria, Dinamarca, Alemanya i els Països Baixos a l'est del Rin, utilitzant armes nuclears després d'un suposat primer atac de l'OTAN.